# Ischaemum ritchiei
Ischaemum ritchiei är en gräsart som beskrevs av Otto Stapf och Norman Loftus Bor. Ischaemum ritchiei ingår i släktet Ischaemum och familjen gräs. Inga underarter finns listade i Catalogue of Life.